# 14e division d'infanterie (France)
Pour les articles homonymes, voir 14e division.
La 14e division d'infanterie (14e DI) est une division de l'Armée française. Créée en 1873, elle est surnommée durant la Grande Guerre la Division des As. Division d'active pendant l'entre-deux-guerres, elle combat ensuite au début et à la fin de la Seconde Guerre mondiale puis enfin lors de la Guerre d'Algérie.

## Différentes dénominations
- 1873 : création de la 14e division d'infanterie à Belfort,
- août 1940 : dissolution après la bataille de France,
- février 1945 : création de la 14e division d'infanterie à partir d'unités FFI,
- avril 1946 : dissolution
- juin 1954 : recréation de la 14e DI pour partir en Afrique du Nord,
- 1962 : dissolution,
- janvier 1976 : recréation de la 14e DI à Lyon,
- juin 1984 : la 14e DI est dissoute,
- juillet 1984 : création de la 14e division légère blindée école (14e DLBE) à Montpellier,
- mars 1994 : dissolution de la 14e DLB.

## Commandants

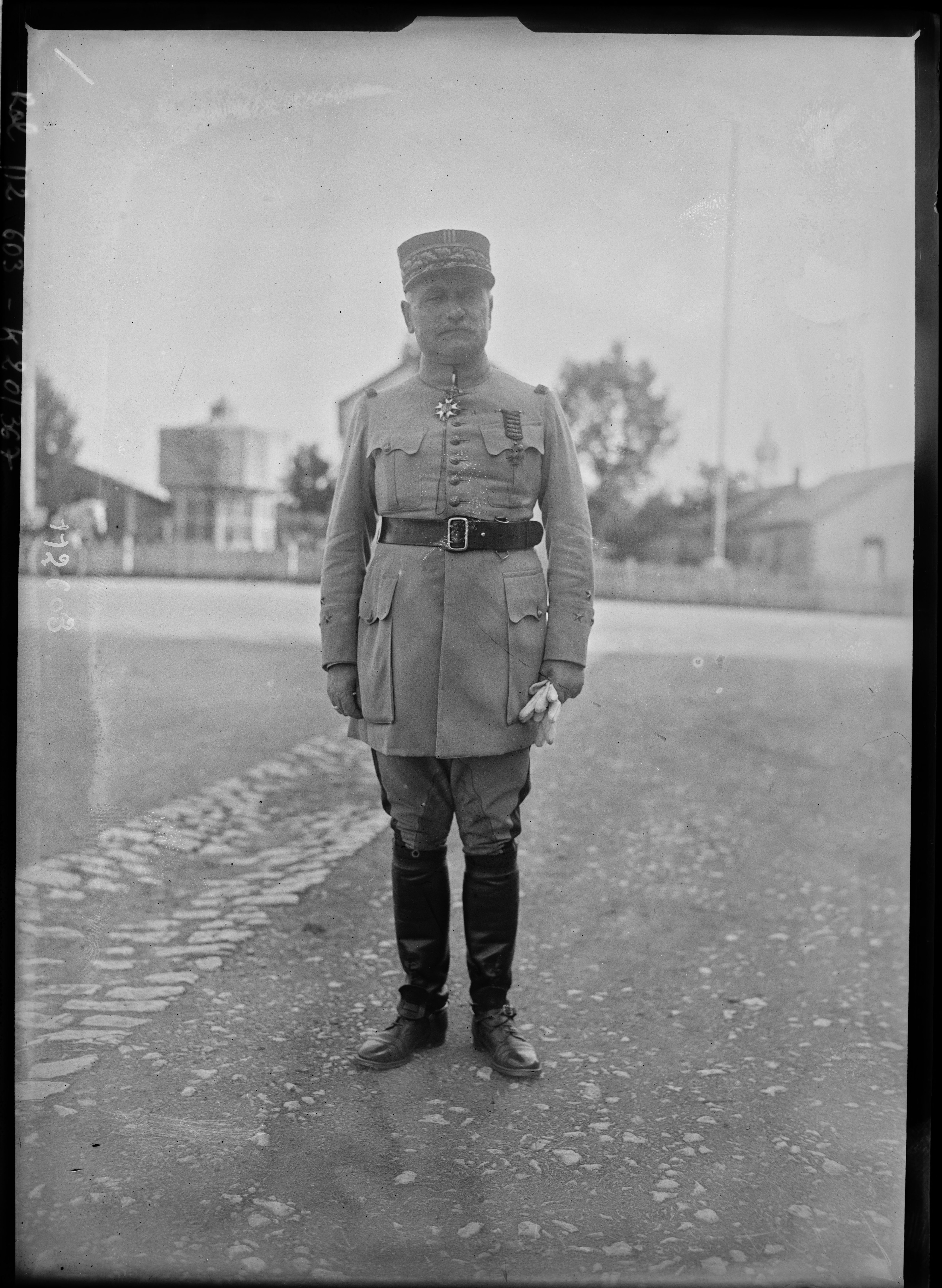
Le général Henri Ernest Petit, commandant la 14e DI, en 1926.

### 14edivisiond'infanterie sous la Troisième République (1873 - 1940)

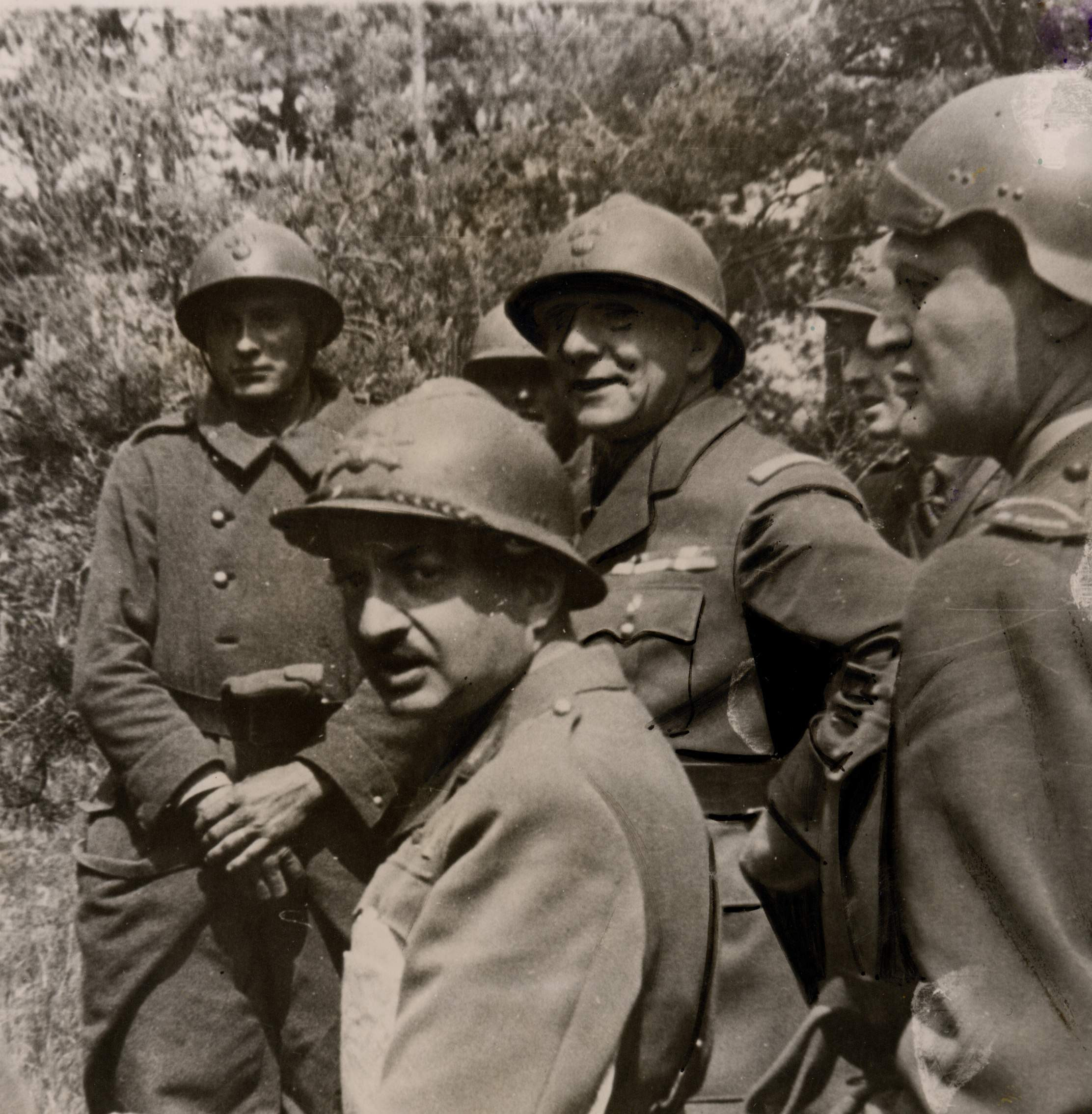
Le général de Lattre de Tassigny, à Rethel en 1940.

- 24 octobre 1879 - 1881  : général Derroja
- 2 avril 1881 - 29 décembre 1882 : Peychaud
- 29 décembre 1982 - 7 octobre 1886 : général Lamy
- 7 octobre 1886 - 20 août 1889 : général de Négrier
- 22 août 1889 - 7 février 1891 : général Boussenard
- 4 avril 1891 - 12 mars 1894 : général Hepp
- 16 avril 1894 - 20 mars 1895 : général Duchesne
- 18 mai 1895 - 17 août 1898 : général Jeannerod
- 20 septembre 1898 - 27 juillet 1900 : général Hagron
- 14 août 1900 - 1er octobre 1902 : général Michal
- 7 février 1902 - 24 juin 1906 : général Pau
- 26 juin 1906 - 3 décembre 1908 : général de Langle de Cary
- 3 avril 1911 : général Pouradier-Duteil
- 11 août 1913 - 12 août 1914 : général Curé
- 12 août - 17 novembre 1914 : général de Villaret[1]
- 17 novembre 1914 - 16 janvier 1915 : général Faës[1]
- 16 janvier 1915 - 31 août 1916 : général Crepey[1]
- 31 août 1916 - 11 juin 1918 : général Philipot[1]
- 11 juin 1918 - 28 mars 1925 : général Baston
- 1925-1928 : général Petit[2]
- 29 octobre 1930 - 19 novembre 1932 : général Errard
- 19 novembre 1932 - 4 novembre 1935 : général Herscher (sl)
- 1er décembre 1935 - 16 septembre 1936 : général Catroux
- 16 septembre 1936 - 1er janvier 1940 : général Bouffet
- 1er janvier - 25 juin 1940 : général de Lattre de Tassigny

### 14edivisiond'infanterie ex-FFI (1945 - 1946)
- 20 février - 13 octobre 1945 : général Salan
- 13 octobre 1945 - 30 avril 1946 : général Malaguti

### 14edivisiond'infanterie en Afrique du Nord (1954 - 1962)
- 1954 - ? : général Lavaud[3]
- 1959 - 1960 : général Jannot[4]
- 1960 - 1961 : général Lennuyeux (en)

- 1961 - 1962 : général Meltz[5]

### 14edivisiond'infanterie de Lyon (1976 - 1984)
- 1976 - 1977 : général Barthélemy[6]

- 1977 - 1979 : général Xhaard[7]
- 1979 - 1981 : général Longeret[8]
- 1981 - 1983 : général Rabot[6]
- 1983 - 1984 : général Lemoine[9]

### 14edivisionlégère blindée (1984 - 1993)
- 1984 - 1985  : général Clarke de Dromantin[6]
- 1985 - 1988 : général Béchu[10]

- 1988 - 1991 : général Aumonier[11],[12]
- 1991 - 1993 : général Azéma de Castet Laboulbène[6]

## De 1873 à 1914
La division est créée en 1873 avec des éléments à Belfort et en Franche-Comté. Elle appartient à la 7e région militaire, destinée à former le 7e corps d'armée.

## Première Guerre mondiale

### Composition
- 27e brigade d'infanterie[15] :
  - 44e régiment d'infanterie
  - 60e régiment d'infanterie

- 28e brigade d'infanterie[15] :
  - 35e régiment d'infanterie
  - 42e régiment d'infanterie

- Cavalerie[15],[16] :
  - 11e régiment de chasseurs : un escadron (avec les exceptions suivantes : aucun escadron de novembre 1915 à janvier 1917 et deux escadrons de janvier à juillet 1917)

- Artillerie[15] :
  - 47e régiment d'artillerie de campagne : trois groupes de canons de 75, plus une batterie de mortiers de 58 attachée à la division de juillet 1916 à janvier 1918 (101e batterie du 5e RAC jusqu'en janvier 1916).
  - 107e régiment d'artillerie lourde : un groupe de canons de 155 C (5e groupe, renommé 11e groupe en mars 1918), qui rejoint la division en novembre 1917[16]

- Génie[16] :
  - 7e bataillon du génie : compagnie 7/1, renforcée mi-1915 par la 7/1 bis (renommée 7/51 en début 1916), ainsi que par la 7/21 créée début 1917
  - 8e régiment du génie : un détachement de transmissions à partir de mi-1916
  - 8e régiment d'infanterie territoriale : un bataillon de pionniers qui rejoint la division en août 1918

En mai 1917, le 42e RI est rattaché à la 41e DI et quitte la division. Les deux brigades sont supprimées et les trois régiments d'infanterie sont directement rattachés à l'infanterie divisionnaire.

### Surnom

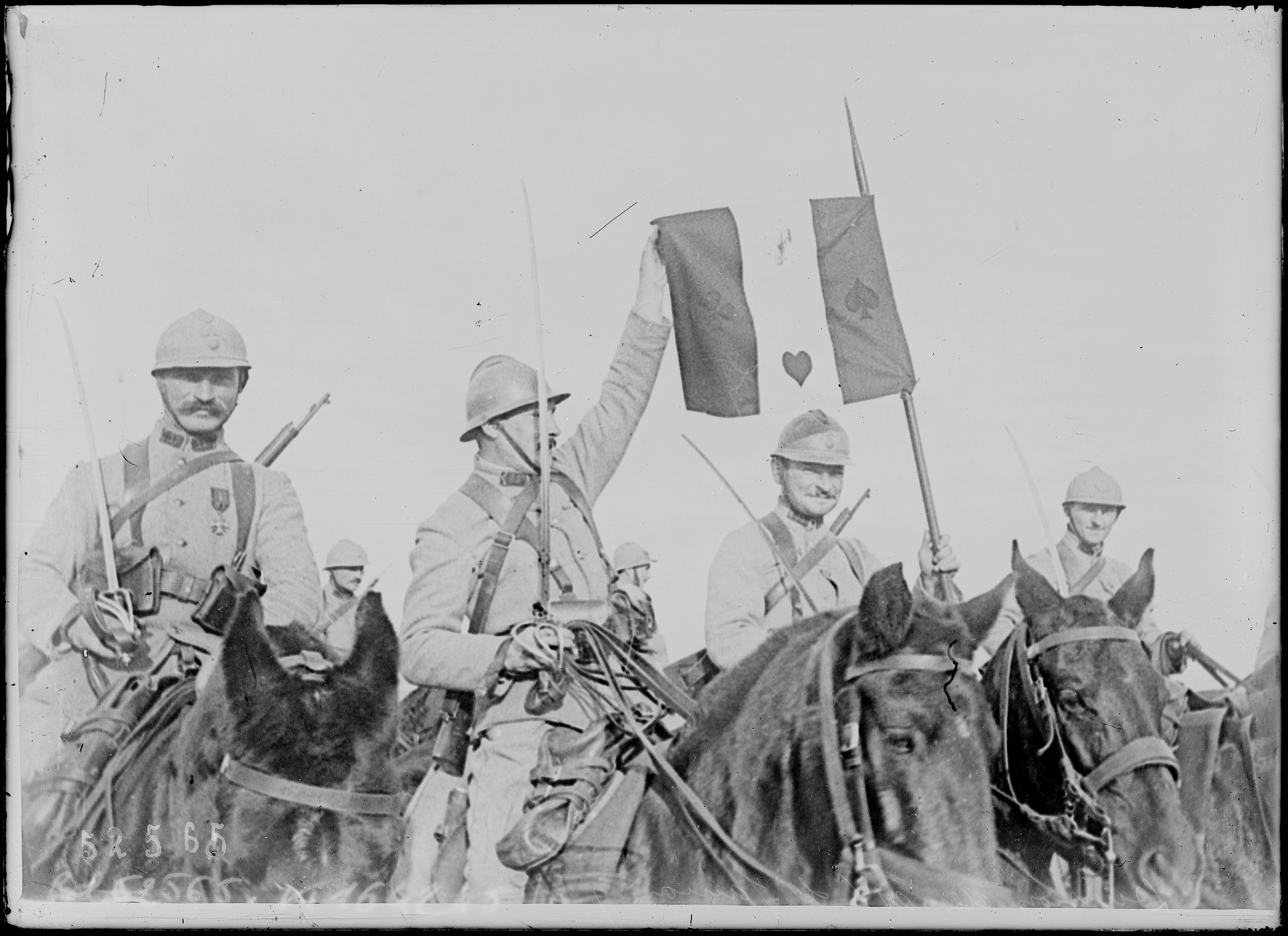
Le fanion de la division des As, porté par des cavaliers du 11e régiment de chasseurs en décembre 1918.

"La Division des As" . cette dénomination est due au général Philipot, commandant la division, le 16 septembre 1917[réf. nécessaire], qui, dans son ordre du jour no 45, à la suite de la bataille de Champagne, fit l'éloge de ses hommes : Je suis fier de vous… merci mes enfants, bravo mes as !, car la 14e division fut la première division dont les régiments furent tous décorés d'une fourragère.
Plus tard, des lieutenants d'approvisionnement de chacun de ces régiments décidèrent de se réunir le jour même, pour tirer au sort la répartition des as[réf. nécessaire]. Le 35e eut l'as de trèfle, signe de chance, le 42e l'as de carreau, le 60e l'as de cœur. Le lieutenant d'approvisionnement du 44e, le lieutenant Taillard, particulièrement jalousé par ses pairs pour les faveurs qu'il obtenait de l'intendance, étant opportunément absent, reçut l'as de pique, le plus déprécié du jeu : symbole de la mort[Information douteuse].
Quant au 47e régiment d'artillerie, n'ayant plus d'as à recevoir, il se vit attribuer le Joker.

### Historique

#### 1914
- 2 - 10 août : couverture au Nord-Est de Belfort, dans la région de Petit-Croix, Rougemont-le-Château. À partir du 7 août, engagée dans la bataille d'Alsace[14].
  - 8 août : prise de Mulhouse.
  - 9 août : violents combats vers Riedisheim et Rixheim.
- 10 - 14 août : repli vers Reppe et Vauthiermont, le 13 août combats vers Reppe[14].
- 14 - 25 août : reprise de l'offensive en direction de Mulhouse. Le 19 août, combat vers Dornach et réoccupation de Mulhouse. le 24 août, repli vers la frontière[14].
- 25 - 30 août : retrait du front et transport par V.F. de la région de Belfort à celle de Villers-Bretonneux. Le 29 août, mouvement vers l'Est, combat vers Proyart[14].
- 30 août - 6 septembre : repli par Montdidier, Clermont, Persan et Beaumont jusque dans la région de Louvres[14].
- 6 - 13 septembre : engagée dans la bataille de la Marne. Du 6 au 10 septembre, bataille de l'Ourcq, combats vers Bouillancy et Acy-en-Multien. À partir du 10 septembre, poursuite par Vaumoise et Vic-sur-Aisne, jusque vers Autrêches[14].
- 13 septembre - 14 décembre : engagée dans la bataille de l'Aisne, violents combats vers Autrêches, Hautebraye, Chevillecourt et Vingré. Stabilisation du front et occupation d'un secteur dans cette région[14].
  - 3, 8, 30 octobre : éléments engagés dans les attaques sur le plateau de Nouvron.
  - 12 novembre : attaques françaises au nord de Vingré et vers la ferme Sainte-Léocade.

- 14 décembre 1914 - 15 janvier 1915 : retrait du front et repos vers Hartennes[14].

#### 1915
- 12 - 19 janvier : mouvement vers Soissons ; les 12 et 13 janvier, violents combats au nord de cette ville, puis occupation d'un secteur aux abords de Soissons[17].
- 19 - 30 janvier : retrait du front et repos dans la région de Montgobert[17].
- 30 janvier - 4 août : mouvement vers le front et occupation d'un secteur vers Vingré et Pernant (guerre de mines)[17].
  - 6 et 16 juin : éléments engagés dans les attaques du 35e corps d'armée sur la ferme Quennevières.
- 4 - 28 août : retrait du front et repos vers Faverolles. À partir du 15 août, transport par V.F. vers Saint-Hilaire-au-Temple, travaux dans la région de Suippes[17].
- 28 août - 2 octobre : occupation d'un secteur au nord de la ferme des Wacques.
- Engagée du 25 septembre au 6 octobre dans la seconde bataille de Champagne, violentes attaques françaises dans cette région[17].
- 2 - 20 octobre : retrait du front et repos vers Les Grandes-Loges, puis à partir du 5 octobre vers Bussy-le-Château. À partir du 9 octobre, stationnement en seconde ligne vers la ferme Jonchéry ; travaux et instruction[17].
- 20 octobre - 25 novembre : occupation d'un secteur vers l'Épine de Vedegrange et à l'est[17].
- 25 novembre 1915 - 12 février 1916 : retrait du front ; repos et instruction dans la région de Mairy-sur-Marne. À partir du 9 décembre, mouvement par étapes par Thiéblemont-Farémont, vers la région d'Aulnois-en-Perthois ; repos et instruction[17].
  - À partir du 9 décembre 1915, mouvement par étapes par Thiéblemont-Farémont, vers la région d'Aulnois-en-Perthois ; repos et instruction.
  - À partir du 16 janvier 1916, mouvement vers le camp de Mailly, instruction.
  - À partir du 2 février, transport par V.F. dans la région de Bar-le-Duc ; repos.

#### 1916
- 12 février - 3 mars : mouvement vers le front et occupation d'un secteur vers Bezonvaux et les abords ouest d'Étain. Engagée à partir du 21 février dans la bataille de Verdun[17].
  - 25 février : repli sur les Hauts-de-Meuse, de Bezonvaux à Eix.
  - 25, 26 et 28 février : violentes attaques allemandes.
  - 26 février : front réduit à gauche jusqu'à Vaux-devant-Damloup.
  - 2 mars : attaque allemande sur Vaux-devant-Damloup.

- 3 mars - 11 avril : retrait du front, transport par camions vers Haudainville, puis regroupement vers Lisle-en-Barrois. À partir du 10 mars, transport dans la région de Neufchâteau et repos dans celle de Colombey-les-Belles. À partir du 15 mars, travaux dans la région de Lucey (secteur du 31e corps d'armée[18].
- 11 avril - 16 mai : mouvement vers le front. À partir du 5 mai, engagée à nouveau dans la bataille de Verdun, vers l'étang de Vaux et le sud de Damloup (éléments engagés dès le 14 avril)[18].
- 16 - 30 mai : retrait du front et regroupement vers Revigny-sur-Ornain. À partir du 21 mai, transport par V.F. dans la région de Bruyères ; repos vers Remiremont[18].
- 30 mai - 18 juillet : mouvement vers le front et à partir du 24 juin, occupation d'un secteur à l'est de Gérardmer entre la haute vallée de la Lauch et le col de la Schlucht[18].
- 18 juillet - 10 août : retrait du front et transport par V.F. dans la région d'Amiens. Repos dans la région de Cachy et de Gentelles, puis dans celle de Chipilly[18].
- 10 - 27 août : engagée dans la bataille de la Somme, vers la Somme et le bois des Riez (secteur réduit à droite, le 18 août jusque vers le bois de Hem)[18].
  - 12, 13, 16, 18 et 24 août : attaques françaises, coopération avec la 47e division d'infanterie pour la capture du bois de Hem.

- 27 août - 7 septembre : retrait du front ; repos vers Villers-Bretonneux[18].
- 7 - 18 septembre : mouvement vers le front. Engagée, à nouveau dans la bataille de la Somme vers le nord de Bouchavesnes et la ferme de bois l'Abbé[18].
  - 12 septembre : enlèvement de Bouchavesnes.
  - 13 et 14 septembre : combats vers la ferme de bois l'Abbé, le bois Saint-Pierre Vaast et le bois Germain[18].

- 18 septembre - 1er octobre : retrait du front et transport par V.F. dans la région de Châlons-sur-Marne. Repos à l'ouest de Sainte-Menehould[18].
- 1er octobre 1916 - 1er janvier 1917 : mouvement vers le front et occupation d'un secteur du front vers la Main de Massiges et Vienne-le-Château, étendu à gauche le 5 octobre jusqu'à Maisons de Champagne et réduit à droite le 31 octobre jusqu'à l'Aisne[18].

#### 1917

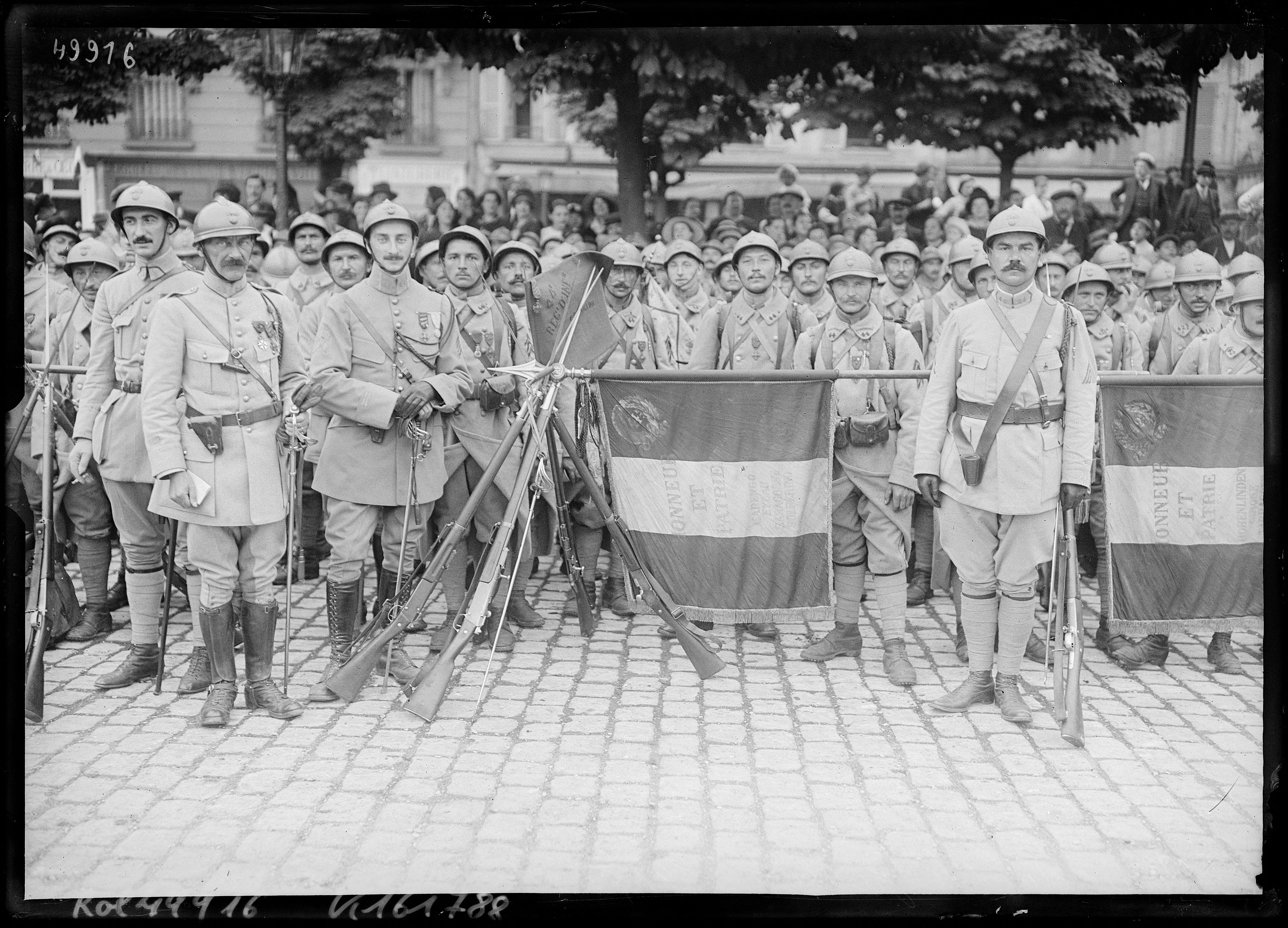
La garde au drapeau du (14e DI) à Paris le 14 juillet 1917.

- 1er janvier - 19 février : retrait du front, mouvement par étapes de Possesse vers le camp de Mailly, par Vanault-les-Dames, Saint-Amand-sur-Fion et Saint-Ouen ; repos et instruction. À partir du 25 janvier, mouvement par Châtillon-sur-Marne et Sézanne, vers la région de Muizon ; travaux de seconde position[19].
- 19 février - 21 avril : mouvement vers le front et occupation d'un secteur vers le nord du Godat et la ferme du Luxembourg (éléments au repos jusqu'au 8 avril). Engagée dans la bataille du Chemin des Dames[19].
  - 16 avril : enlèvement des positions allemandes vers Berméricourt.

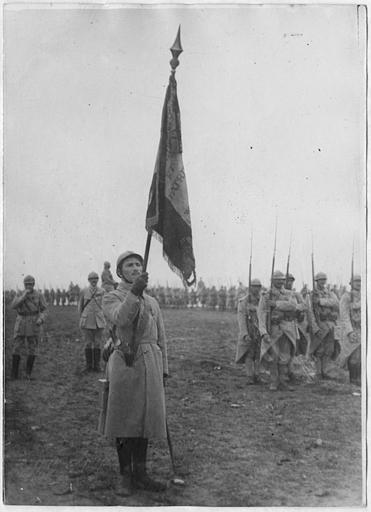
Le drapeau du lors d'une revue divisionnaire à Ville-en-Tardenois.

- 21 avril - 20 mai : retrait du front, transport par camions dans la région Cumières, Ay ; repos. Le 3 mai, mouvement vers Ville-en-Tardenois ; repos et instruction[19].
- 20 mai - 10 juillet : occupation d'un secteur vers Courcy et Loivre[19].
- 10 juillet - 22 août : retrait du front ; repos et instruction vers Damery. Du 16 au 22 août, transport par camions vers Dommartin-Varimont ; repos[19].
- 22 août - 14 septembre : mouvement vers la région de Verdun ; à partir du 25 août, occupation d'un secteur vers la cote 344 et la ferme Mormont[19].
  - 9 septembre : violente action allemande vers la cote 344 (bataille de Verdun)[19].

- 14 septembre - 3 octobre : retrait du front, transport par camions vers Condé-en-Barrois ; repos et instruction[19].
- 3 octobre 1917 - 3 janvier 1918 : mouvement vers le front et occupation d'un secteur vers Béthincourt et l'ouest de Forges-sur-Meuse[19].

#### 1918

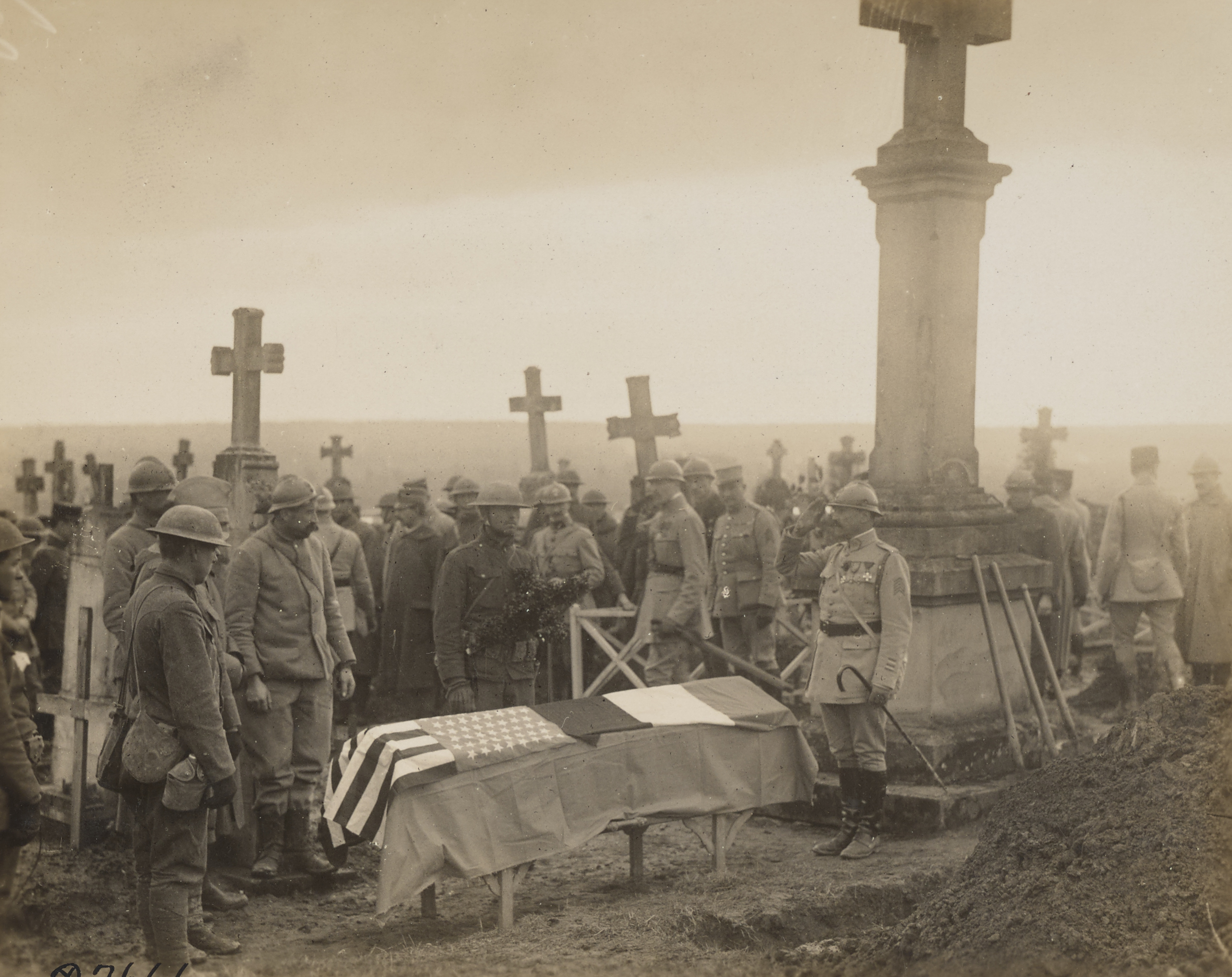
Soldats et officiers du avec des Américains de la US lors d'une enterrement le 3/3/1918 à Domjevin.

- 3 - 31 janvier : retrait du front, mouvement vers Bar-le-Duc ; à partir du 8 janvier, transport par V.F. dans la région de Bayon ; repos et instruction[19].
- 31 janvier - 2 avril : occupation d'un secteur vers Domèvre-sur-Vezouze et Emberménil[19].
- 2 avril - 9 mai : retrait du front et transport par V.F. de Bayon, vers Clermont et Liancourt. Repos vers Breuil-le-Sec ; à partir du 7 avril, travaux à l'est de Clermont[19].
  - À partir du 12 avril, transport par camions au sud-ouest d'Amiens, puis mouvement vers Rainneville et Vauchelles-lès-Authie. À partir du 1er mai, transport par camions vers Abeele.

- 9 - 30 mai : relèves d'éléments britanniques et occupation d'un secteur vers l'étang de Dickebusch et la ferme Godezonne[20].
  - 27 mai : combats de Dickebusch.

- 30 mai - 14 juillet : retrait du front ; repos vers Arques, puis vers Zuytpeene. À partir du 7 juin, transport par V.F. de Saint-Omer, au nord-ouest de Beauvais ; repos. À partir du 12 juin, transport par camions vers Breteuil ; travaux et instruction[20].
- 14 juillet - 4 août : transport par V.F. par Coolus, Avize et Vitry-le-François. Engagée dans la bataille de la Montagne de Reims, puis dans la seconde bataille de la Marne[20].
  - 17 - 18 juillet : combats du bois de Courton.
  - 21 - 24 juillet : en seconde ligne, dans la zone britannique. À partir du 24 juillet, engagée à nouveau vers le bois de Courton et poursuite vers la Vesle.

- 4 août - 20 septembre : retrait du front et repos dans la région de Damery, Cumières, puis mouvement par étapes vers Montmirail[20].
- 20 septembre - 10 octobre : transport par camions à l'est de Châlons-sur-Marne. À partir du 26 septembre, engagée à l'est de Perthes-lès-Hurlus et l'ouest du Mesnil-lès-Hurlus dans la bataille de Somme-Py (Bataille de Champagne et d'Argonne), puis dans son exploitation (progression vers Orfeuil)[20].
  - 29 septembre - 4 octobre : en seconde ligne.

- 10 - 30 octobre : retrait du front, repos vers Vitry-le-François[20].
- 30 octobre - 10 novembre : mouvement vers la région de Sommepy, puis progression en seconde ligne pendant la poussée vers la Meuse, par Coulommes-et-Marqueny et Tourteron[20].
- 10 - 11 novembre : regroupement vers Tourteron et Baâlons où la division se trouve au moment de l'Armistice[20].

### Rattachement

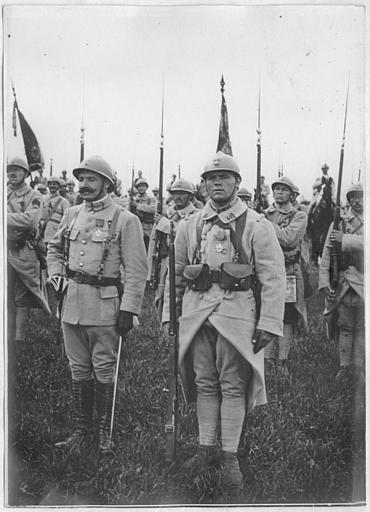
Le soldat Gourves du, après avoir reçu la croix de chevalier de la Légion d'honneur des mains du général de Bazelaire, commandant le 7e corps d'armée, vers 1916.

- Rattachement organique : la division est intégrée au 7e corps d'armée d'août 1914 à novembre 1918[1].

- 1re armée :

2 - 11 août 1914
7 - 14 juillet 1918
10 mars - 13 avril 1916
- 2e armée :

26 février - 10 mars 1916
13 avril - 21 mai 1916
16 août 1917 - 8 janvier 1918
- 3e armée :

10 décembre 1915 - 16 janvier 1916
2 - 13 février 1916
- 4e armée :

13 août - 10 décembre 1915
16 janvier - 2 février 1916
20 septembre 1916 - 26 janvier 1917
20 septembre - 11 novembre 1918
- 5e armée :

7 - 13 août 1915
2 février - 16 août 1917
3 - 11 avril 1918
15 juillet - 20 septembre 1918
- 6e armée :

28 août 1914 - 7 août 1915
20 juillet - 20 septembre 1916
- 7e armée :

21 mai - 20 juillet 1916
- 8e armée :

8 janvier - 3 avril 1918
- 9e armée :

14 - 15 juillet 1918
- 10e armée :

11 avril - 3 mai 1918
- Armée d'Alsace :

11 - 28 août 1914
- Détachement d'armée du Nord :

3 mai - 7 juin 1918
- Région fortifiée de Verdun :

13 - 26 février 1916

## Entre-deux-guerres
La loi du 13 juillet 1927, sur l’organisation générale de l’armée, et la loi des cadres et effectifs du 28 mars 1928, fixent le nombre des divisions d’infanterie métropolitaines à vingt. La division est conservée dans l'ordre de bataille.

Photographies de la 14e DI au camp du Valdahon en septembre 1926.
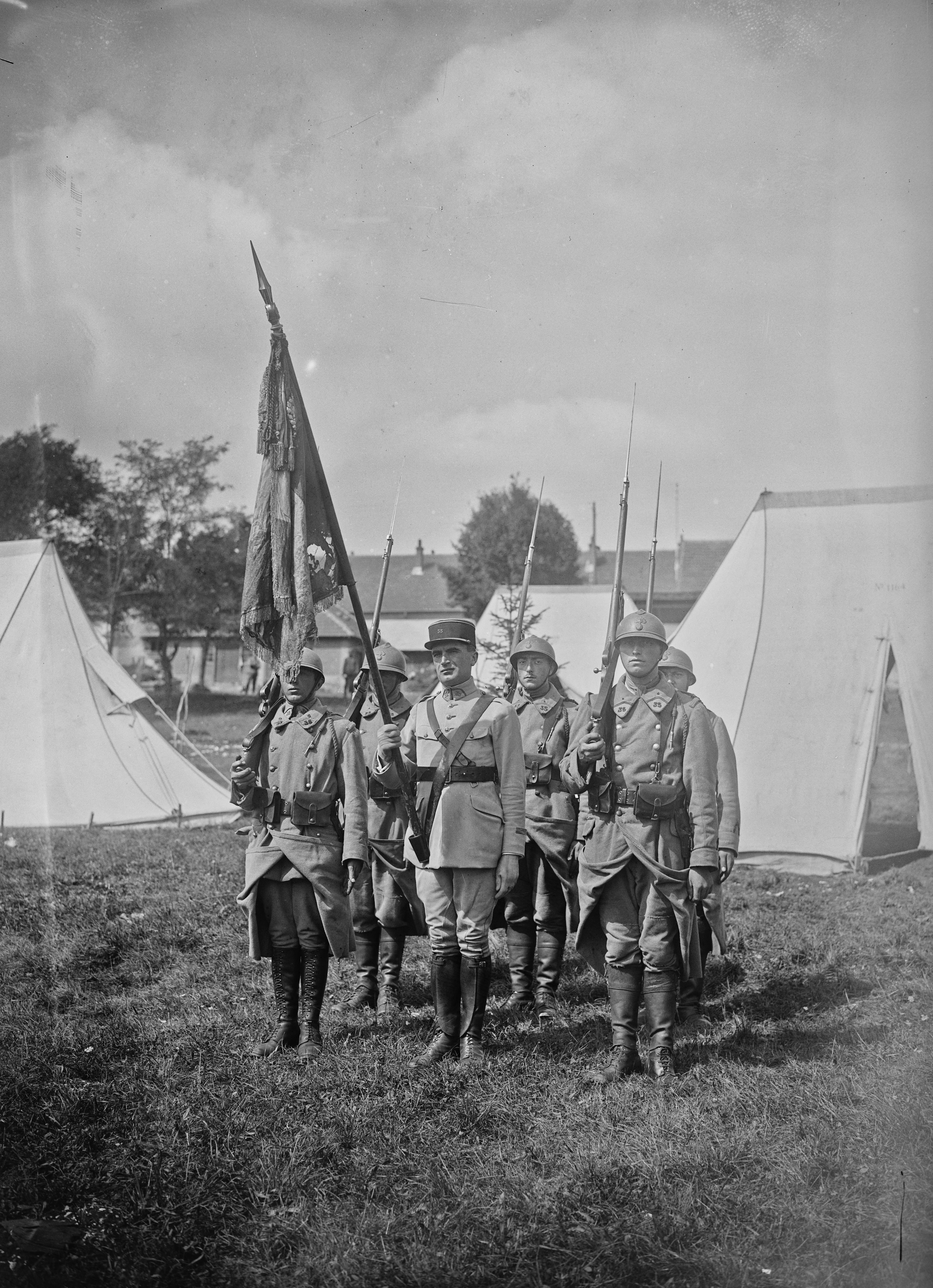
Garde au drapeau du 35e régiment d'infanterie.
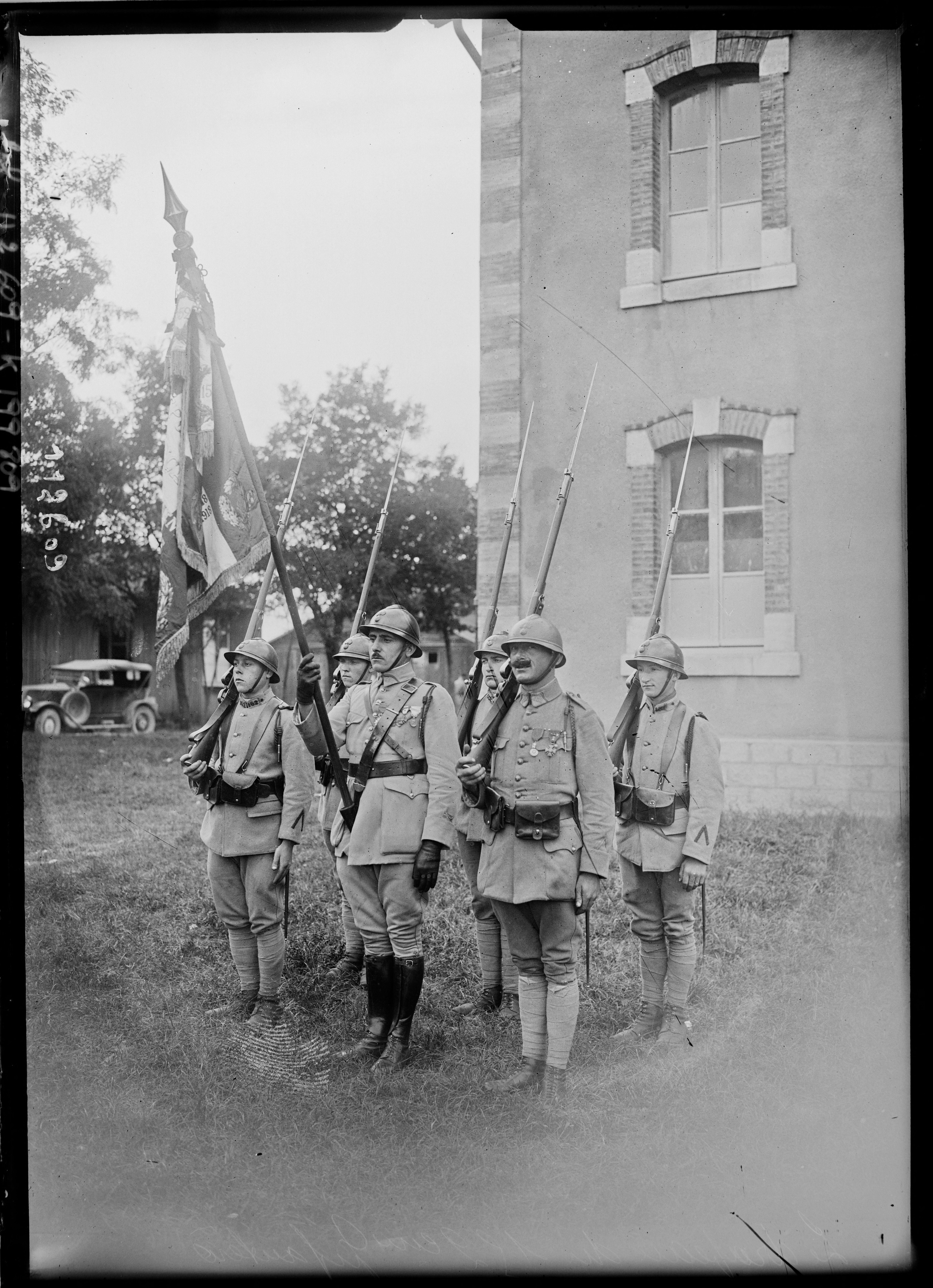
Garde au drapeau du 152e régiment d'infanterie.
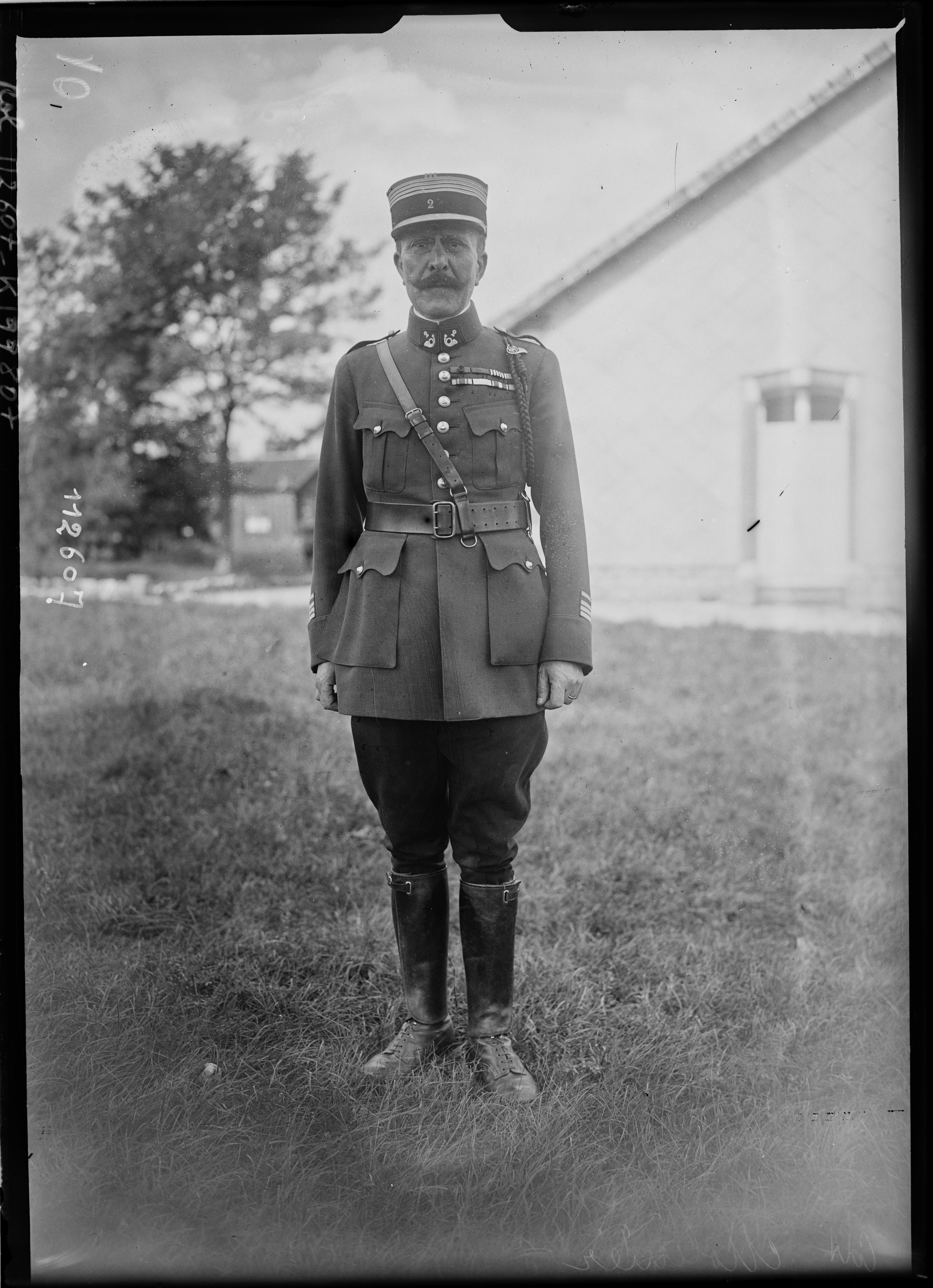
Le commandant Mollinier du 2e bataillon de chasseurs à pied.
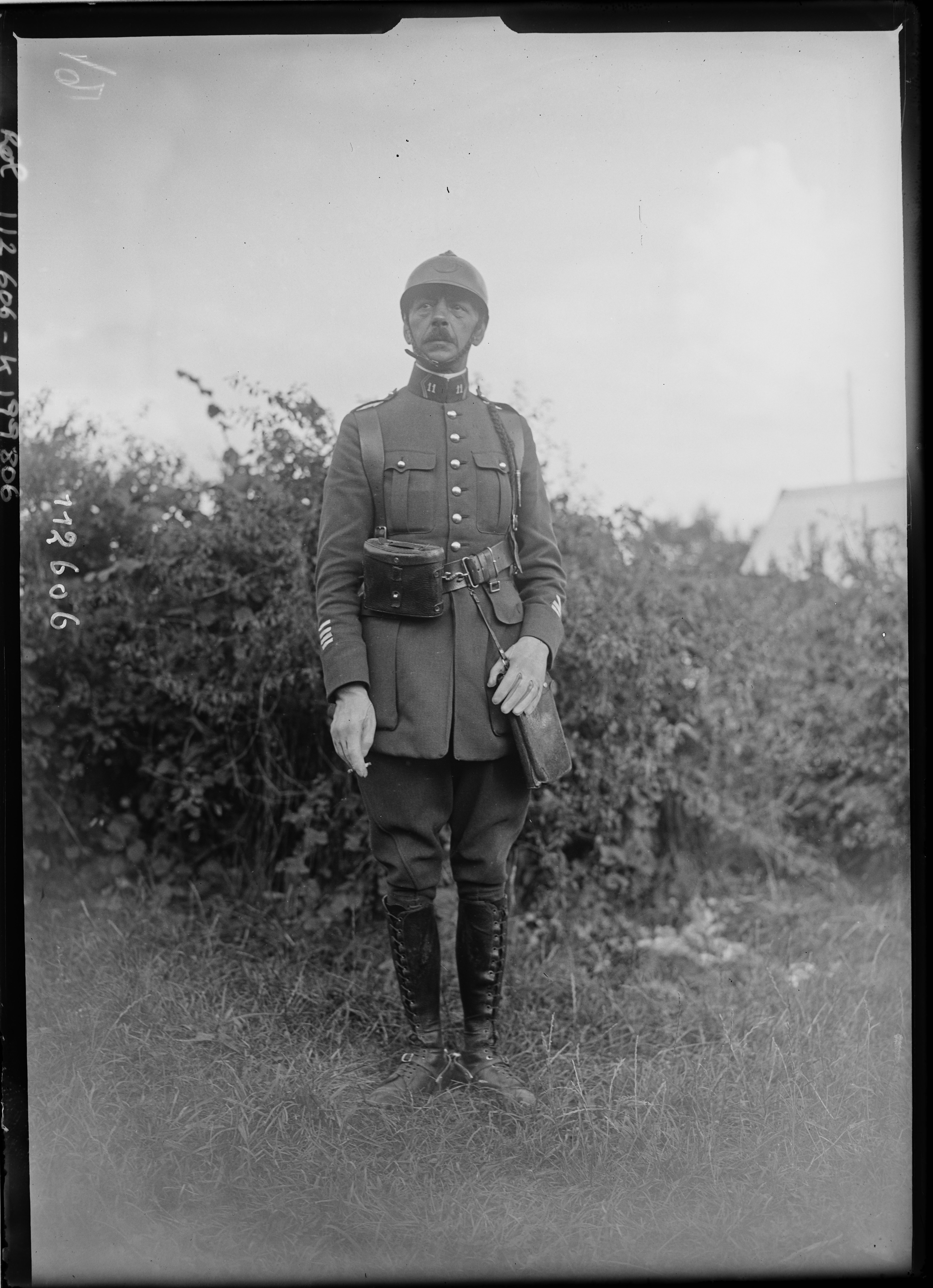
Chef d'escadrons du 11e régiment de chasseurs à cheval.

En 1934, elle est rattachée au 7e corps d'armée et est constituée des unités suivantes :
- quartier général, à Mulhouse ;
- 35e régiment d'infanterie, à Belfort et Giromagny ;
- 152e régiment d'infanterie, à Colmar et Neuf-Brisach ;
- Chasseurs à pied :
  - 2e bataillon de chasseurs à pied, à Mulhouse ;
  - 4e bataillon de chasseurs à pied, à Colmar ;
  - 31e bataillon de chasseurs à pied, à Mulhouse ;
- 4e régiment d'artillerie divisionnaire, à Colmar et Mulhouse ;
- un groupe du 107e régiment d’artillerie lourde automobile, à Chaumont ;
- un groupe de reconnaissance divisionnaire du 11e régiment de chasseurs à cheval d'Épinal ;
- deux compagnies du 506e régiment de chars de combat de Besançon ;
- une compagnie du 1er régiment du génie de Besançon ;
- une escadrille de la 32e escadre d'observation de Dijon.

La division reçoit un second surnom, celui de « division d'Alsace » à cause de ses garnisons.

## Début de la Seconde Guerre mondiale

### Composition
À partir de la mobilisation, la 14e DI est constituée des unités suivantes :
- 35e régiment d'infanterie ;
  - dont 13e compagnie de pionniers ;
- 152e régiment d'infanterie ;
  - dont 14e compagnie divisionnaire antichars ;
- 3e demi-brigade de chasseurs à pied :
  - 2e bataillon de chasseurs à pied ;
  - 4e bataillon de chasseurs à pied, jusqu'en février 1940 ;
  - 21e bataillon de chasseurs à pied, à partir de février 1940 ;
  - 31e bataillon de chasseurs à pied ;
- 4e régiment d'artillerie divisionnaire ;
- 204e régiment d'artillerie lourde divisionnaire ;
- Services de l'artillerie :
  - 14e parc d'artillerie ;
  - 14e compagnie d'ouvriers ;
  - 14e section de munitions hippomobile ;
  - 214e section de munitions automobile ;
- 25e groupe de reconnaissance de division d'infanterie ;
- 14e bataillon de sapeurs-mineurs, dissous en novembre 1939 pour former les compagnies de sapeurs mineurs 14/1 et 14/2 ;
- Transmissions :
  - Compagnie télégraphique 14/81 ;
  - Compagnie radio 14/82 ;
- Train :
  - Compagnie hippomobile 14/7 ;
  - Compagnie automobile 114/7 ;
- Groupe d'exploitation divisionnaire 14/7 (intendance) ;
- Groupe sanitaire divisionnaire 14/7.

### Historique
Le 10 mai 1940 la 14e DI, sous les ordres du général de Lattre de Tassigny, est rattachée à la réserve du Grand Quartier général. La division est considérée comme une des meilleures divisions d'infanterie françaises disponibles en réserve. Ses unités possèdent une dotation complète en effectif et matériels, notamment une section de mitrailleuses contre-avions de 25 par régiment d'infanterie.
Du 15 mai au 15 juin, elle combat à Rethel, à Thugny-Trugny et en Champagne, puis se replie sur la Marne et la Loire. Fait exceptionnel, elle conserve sa cohésion tout du long, ratissant les soldats égarés et récupérant le matériel abandonné ou entreposé dans les dépôts militaires.
Elle est regroupée à Clermont-Ferrand et dissoute en août 1940.

## Recréation en 1945 - 1946

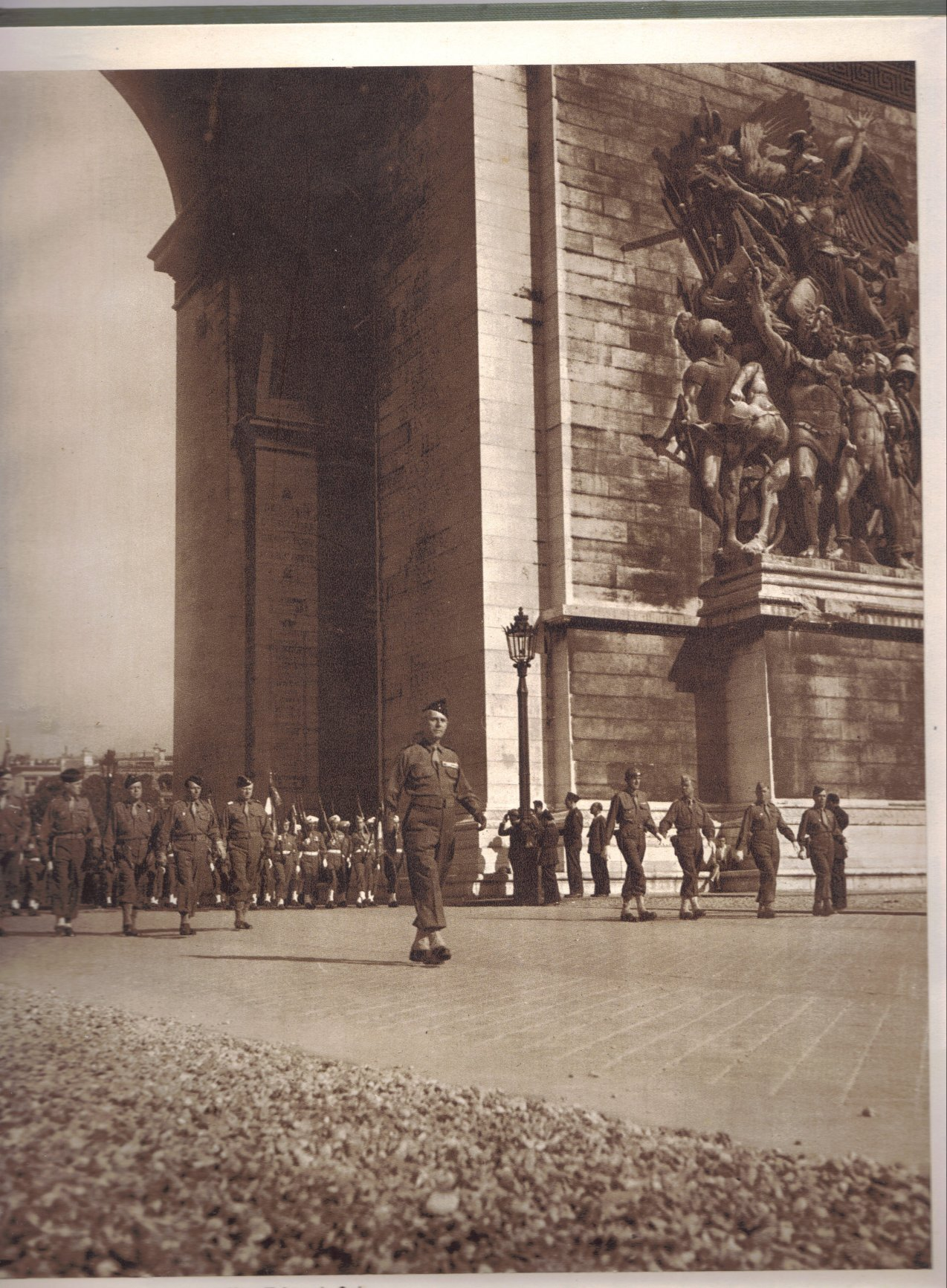
La 14e division d'infanterie défile à Paris le 18 juin 1945, derrière le général Salan.

Elle est reformée à partir du 9 février 1945, par l'amalgame d'unités des forces françaises de l'intérieur (FFI). Commandée par le général Raoul Salan, son quartier-général est à Buhl (Haut-Rhin) et elle se compose de :
- 3e demi-brigade de chasseurs à pied :
  - 2e bataillon de chasseurs à pied, formé par le maquis du Louhannais ;
  - 4e bataillon de chasseurs à pied, formé d'Alsaciens et de Lorrains (notamment de la brigade indépendante Alsace-Lorraine et des groupes mobiles d'Alsace) ;
  - 31e bataillon de chasseurs à pied, formé à partir des mêmes unités que le 4e BCP ;
- 35e régiment d'infanterie, formé par le maquis de Bourgogne et les FTP du Lot et de Haute-Garonne ;
- 152e régiment d'infanterie, formé par le maquis de Loire et de l'Allier, et les FFI d'Auvergne ;
- 12e régiment de dragons de reconnaissance, formé par le maquis du Tarn ;
- 4e régiment d'artillerie, formés par le maquis d'Auvergne, du Languedoc, de Normandie et de Tulle ;
- 114e groupe de forces terrestres antiaériennes, formé par le groupe FFI Voisin de Haute-Garonne ;
- Train divisionnaire :
  - 82e compagnie de QG ;
  - Groupe de transport 614 : compagnies de transport 182, 282, 382 et 482 ;
- 89e bataillon du génie ;
- Compagnie mixte de transmissions 89/84 ;
- 114e bataillon médical (ex-groupe sanitaire Toulouse) ;
- 114e compagnie de réparation divisionnaire ;
- 114e groupe d'exploitation d'intendance.

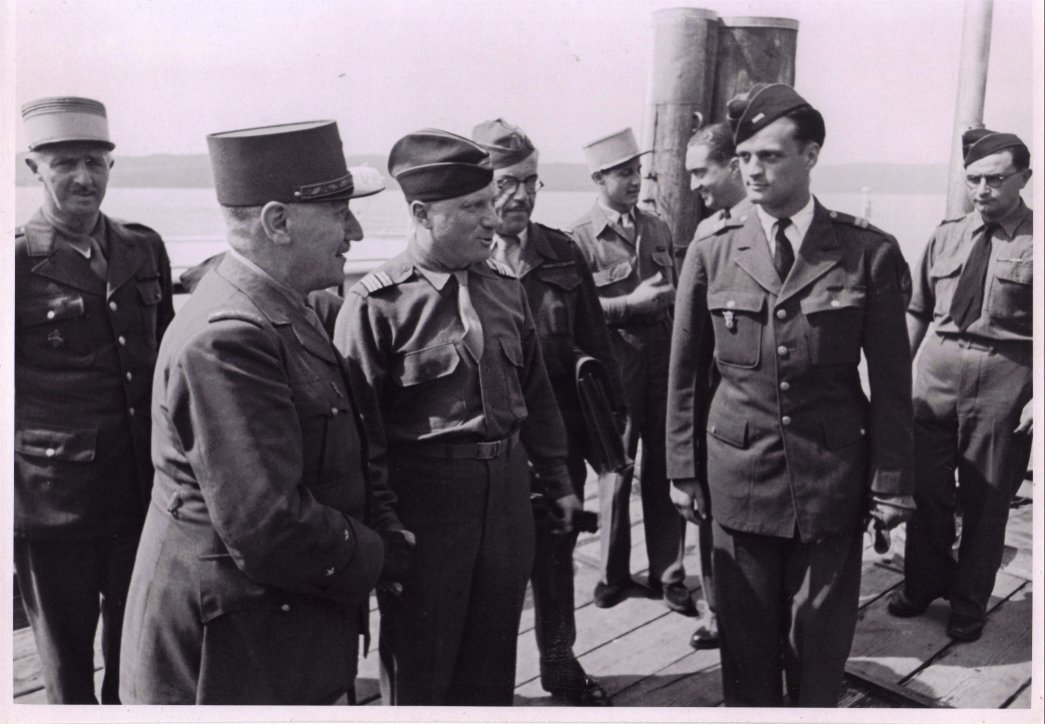
Éléments de la division sur le lac de Constance en 1945. Au premier plan à gauche, en képi, le général Salan et à sa gauche, en calot, le colonel Jacquot de la 3e DBCP.

L'infanterie divisionnaire est commandée par le colonel de Berchoux, venant du 8e régiment de tirailleurs marocains (8e RTM).
La plupart de ses éléments ont déjà combattu dans les Vosges et en Alsace pendant l'hiver. Le 2e bataillon de marche indochinois et le régiment colonial de chasseurs de chars sont également rattachés à la 14e DI après-guerre.
Envoyée sur le Rhin le 23 mars, la division entre en Allemagne le 10 avril. Protégeant les arrières de la 1re armée française, la 14e DI finit la guerre sur le lac de Constance.
Dissoute à Constance le 30 avril 1946, la 14e DI forme le groupement d'infanterie no 12 (GI no 12, commandé par le général de Berchoux, dissous en janvier 1949) et l'élément divisionnaire no 4 (EDI/4).

## Guerre d'Algérie
La 14e division d'infanterie est recréée le 16 juin 1954, en même temps que la 11e DI.
Commandée par le général Lavaud, elle est dirigée sur l'Afrique du Nord où elle combat d'abord en Tunisie dans la région de Sfax. Mi-1955, la division rejoint la région de Constantine.
Sa composition partielle fut la suivante[Quand ?][réf. nécessaire] : 
- État Major de la division
- 4e bataillon de chasseurs à pied - (Laverdure)
- 4e régiment d'artillerie
- 4e régiment de chasseurs à cheval - (Aïn El M'Lila)
- 6e régiment de cuirassiers
- 8e régiment de hussards
- 10e bataillon de chasseurs à pied - (Sétif)
- 10e régiment d'artillerie de marine
- 15e régiment de tirailleurs sénégalais - (Constantine/Collo)
- 16e régiment d'infanterie de marine - (El Arrouch/Saint Charles)
- 17e bataillon de chasseurs à pied - (Bougie)
- 51e régiment d'infanterie - (Grarem/Aïn M'Lila/Philippeville)
- 64e régiment d'artillerie - (El Milia)
- 65e bataillon du génie - (Constantine)
- 67e régiment d'artillerie d'Afrique
- 81e régiment d'infanterie puis Rgt Infanterie Alpine
- 156e régiment d'infanterie "Bataillon de Corée"
- 64e bataillon de génie de zone - (Constantine)
- 64e compagnie de quartier général - (Constantine)
- 64e compagnie de transmissions - (Constantine)
- 264e compagnie de circulation routière-(Constantine)

La division est dissoute en 1962.

## De 1976 à 1993
La 14e division d'infanterie est recréée en 1976, selon le plan de réorganisation adopté en décembre 1975. Elle était alors composée des unités suivantes :
- 75e régiment d'infanterie à Valence,
- 92e régiment d'infanterie à Clermont-Ferrand,
- 99e régiment d'infanterie à Sathonay,
- 1er régiment étranger de cavalerie basé à Orange.
- 14e régiment de commandement et de soutien[réf. souhaitée] basé à Lyon, au Quartier Général Frère. Il comprenait notamment les compagnies suivantes :
  - la 14e compagnie du génie, à Vienne
  - la 14e compagnie de transmissions, basée à la caserne "sergent Blandan" à Lyon.

L'état-major de la division était stationné au quartier général Frère. La division destinée à être rattachée au 3e corps d'armée. En cas de mobilisation, elle doit mettre sur pied la 114e division d'infanterie de réserve créée en 1977.
Cette division a été sollicitée par la FINUL dès 1982[réf. souhaitée] et est dissoute en 1984. Elle devient alors la 14e division légère blindée école, rattachée au 1er corps. Équipée de blindés légers, elle est destinée à passer à pleine force en cas de mobilisation à partir de l'école d'application de l'infanterie de Montpellier. Elle est constituée des unités suivantes :
- 3e régiment d'infanterie de Nîmes,
- 4e régiment étranger de Castelnaudary,
- 1er régiment de chasseurs de Canjuers,
- 11e régiment de cuirassiers de Carpiagne,
- 13e régiment d'artillerie de Draguignan, jusqu'en 1990 ;
- 19e régiment d'artillerie de Draguignan, à partir de 1990 ;
- 4e régiment du génie de La Valbonne,
- 81e régiment d'infanterie (logistique) de Montpellier.

Elle est dissoute en 1994.

## Traditions

### Devise
Ne pas subir, devise choisie par le général de Lattre en 1940

### Insigne
L'insigne divisionnaire est un écu vert et rouge (sinople et gueules en héraldique), couleurs des armes de la ville de Colmar, chargé de la roue de Mulhouse et de la devise « ne pas subir », et porte en chef le lion de Belfort. Créé dès la Seconde Guerre mondiale, il est homologué en 1954.
L'insigne plus tardif reprend un parti de sinople et gueules, chargé de la devise et des quatre as[réf. souhaitée].

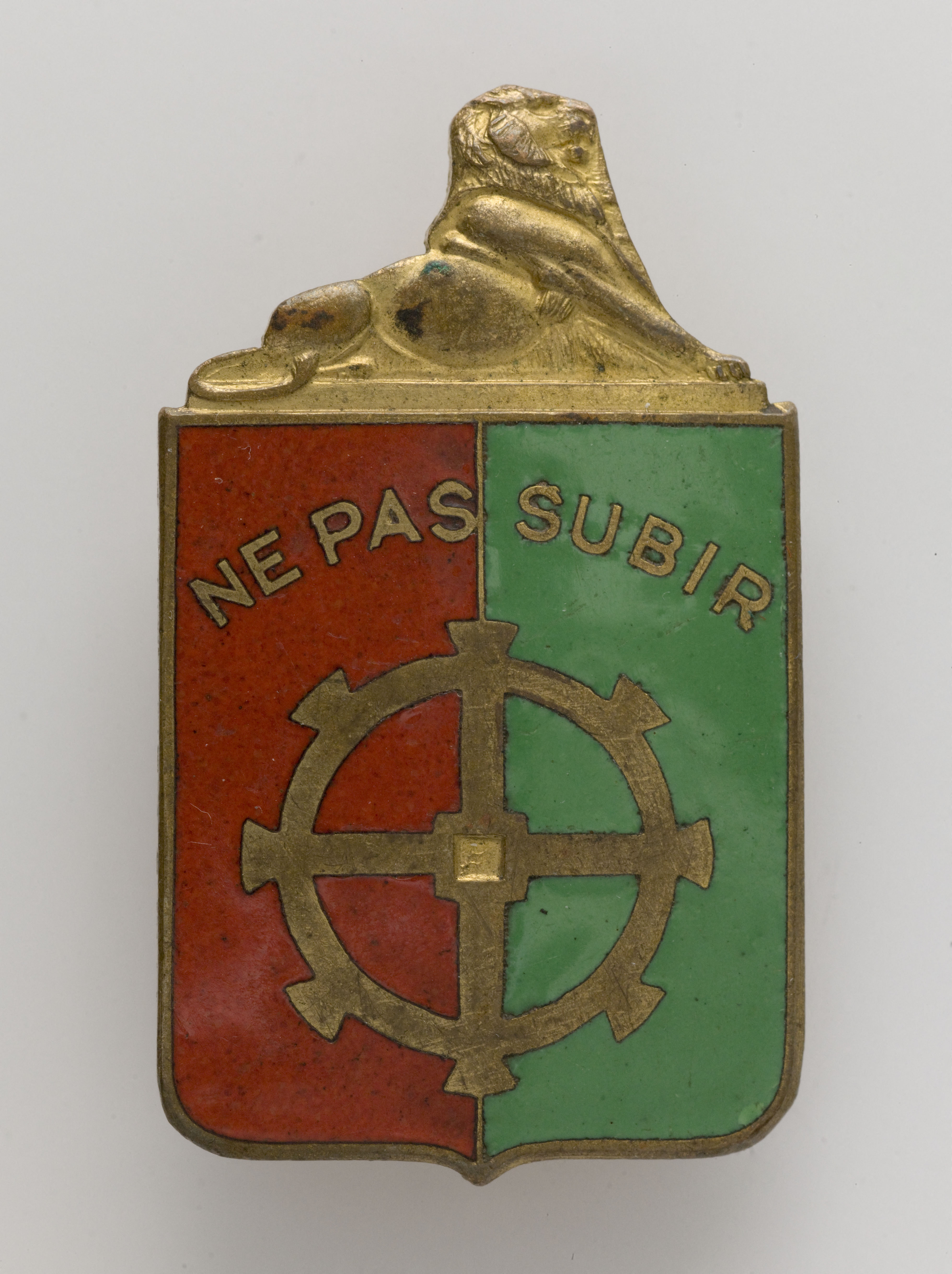
L'insigne de la 14e DI homologué en 1954.
Le blason sinople et gueules de Colmar.
Les armes de Mulhouse avec la roue reprise par la 14e DI.
Le lion de Belfort.
Dessin de l'insigne de 1976 de la 14e division.